# Limnonectes shompenorum
Limnonectes shompenorum és una espècie de granota que viu a l'Índia, Indonèsia, Malàisia i Singapur.
Està amenaçada d'extinció per la pèrdua del seu hàbitat natural.